# Kuhlia mugil
Kuhlia mugil е вид лъчеперка от семейство Kuhliidae.

## Разпространение
Видът е разпространен в Австралия (Куинсланд, Лорд Хау и Нов Южен Уелс), Американска Самоа, Вануату, Джибути, Египет (Синайски полуостров), Еквадор (Галапагоски острови), Еритрея, Етиопия, Индия (Андамански острови), Индонезия, Кения, Кокосови острови, Колумбия, Коморски острови, Коста Рика (Кокос), Мавриций, Мадагаскар, Мексико (Ревияхихедо), Микронезия, Мозамбик, Оман, Остров Норфолк, Палау, Провинции в КНР, Реюнион, Самоа, Сейшели, Сомалия, Тайван, Танзания, Тонга, Франция (Клипертон), Френска Полинезия (Дружествени острови), Южна Африка (Източен Кейп) и Япония (Кюшу).